# Телекомп'ютинг
Телекомп'ютинг (телеробота) — це спосіб організації дистанційної роботи між працівником та роботодавцем, який супроводжується можливістю використання телекомунікацій, Інтернет-технологій та електронного обладнання для обробки і обміну інформацією та документами.
Як правило, під час «телероботи» працівник виконує виробничі завдання у себе вдома або в будь-якому іншому місці де є доступ до мережі Інтернет, відмовляючись від переміщення в офіс на період робочого дня.
В процесі телекомп'ютингу штатні та позаштатні працівники можуть працювати, як самостійно (вдома) так і в групах (у спеціалізованих центрах) в залежності від специфіки роботи. Використовуючи електронне комп'ютеризоване обладнання, працівники з'єднуються зі своїми роботодавцями які можуть знаходитись на різні відстані за допомогою національних та міжнародних комунікаційних мереж. При необхідності, колектив може збиратися в офісі або будь-якому інші місці для проведення планових зборів. Під час «телеробіт» комунікації здійснюються за допомогою засобів зв'язку: Інтернет-додатків, електронної пошти, служб миттєвих повідомлень, телефонії і відео-конференцій — все це забезпечує постійну присутність співробітників у віртуальному офісі.

## Історія виникнення
В 1972 р. в США Джек Нілле, один із вчених Південно-каліфорнійського Університету, запропонував новий спосіб організації праці — телероботу і ввів в обіг відповідний термін «telecommuting» («теледоступ»). Ніллес вважав, що зовсім не обов'язково змушувати співробітників перебувати в офісі весь робочий день, вони цілком можуть виконувати свої обов'язки і вдома. Зв'язок між працівниками пропонувалося підтримувати за допомогою телефону.
В результаті перших нафтових криз, в цілях економії енергоресурсів, запропонували замінити реальні просторові переміщення на електронні комунікації.

## Сфери застосування
Телекомп'ютинг активно використовується в США та країнах Європи, а в Україні лише набирає оберти. Найчастіше застосовується громадськими та діловими організаціями у таких областях, як:
- Комп'ютерний інжиніринг та комунікації;
- Страхова справа;
- Комерційні послуги для підприємств;
- Консультаційні послуги;
- Графічний дизайн, видавнича діяльність, засоби масової інформації, реклама;
- Фінансові послуги;
- Секретарські послуги, переклади.

## Види телеробіт
А. М. Лушніков виходячи із поняття «телероба» виділяє такі види телеробіт:
1. телеробота на дома — робоче місце облаштовується в домашніх умовах, для роботи використовується комп'ютер з виходом до мережі Інтернет.
2. альтернативна (змішана) — працівник частину робочого часу проводить в офісі, а іншу частину — поза офісом роботодавця (вдома чи в телецентрі).
3. мобільний телепрацівник — робота виконується поза офісом роботодавця чи домом працівника, шляхом використання сучасних технологій.
4. робота у віддалених центрах — телецентри є колективними робочими місцями, які облаштовані сучасними комунікаціями. Такі телецентри знаходяться, як правило, за межами швидкої транспортної доступності основного офісу роботодавця

## Телепідприємці
Телепрацівники-підприємці виявили ідею необхідності створення формального офісу та намагаються розвивати свій бізнес на основі глобальних мереж.
Це не наймана робота, а самостійна діяльність. Обсяг роботи визначається самим працівником, а величина винагороди — реальної ринкової вартістю продукту. Причому такою роботою можна займатися одноосібно, а можна набирати команду. Як реальний приклад можна навести діяльність Олександра Богданова з проектом Відділ кадрів, який з Америки наймає наших працівників для виконання вебпроектів. На його сайті можна заповнити резюме і почати телероботу. На форумі сайту можна подивитися переписку з ним, яка дає уявлення про принципи такої роботи.

## Перевагителекомп'ютингу
До основних переваг телекомп'ютингу можна віднести:
1. Економія витрат на приміщення, комунальні послуги, персонал, офісні потреби, паркову, харчування тощо.
2. Збільшення продуктивності праці. На думку дослідників, телеробота збільшує продуктивність праці на 40 %.
3. Гнучкість та еластичність організаційної структури.
4. Можливість швидко збільшувати або зменшувати штат персоналу.
5. Скорочення плинності кадрів (насамперед висококваліфікованої молодої робочої сили), обумовлене гнучким графіком роботи.
6. Кількісне і якісне поліпшення обслуговування клієнтів. Тобто, обслуговування клієнтів може відбуватися в будь-якому місці де є доступ до мережі Інтернет та в зручний час.
7. Можливість додаткового заробітку у вільний від основної роботи час.
8. Зменшення часу і витрат на транспорт.
9. Можливість доступу до роботи людей з обмеженими можливостями.

## Недоліки телекомп'ютингу
До недоліків телекомп'ютингу можна віднести:
1. Складна система контролю працівників.
2. Складність в прийнятті рішень.
3. Можливість витоку внутрішньої інформації компанії.
4. Схильність працівників недопрацьовувати при відсутності постійного та особистого контролю з боку керівництва.
5. Відсутність матеріальної стабільності. Часто при такому виді роботи роботодавці не оплачують лікарняні, відпустки, не роблять відрахування в пенсійний фонд.
6. Нерівномірне завантаження роботою.
7. Важкість в вирішуванні складних завдання та прийнятті важливих рішень в розпорошеному та самокерованому середовищі.
8. Відсутність нормативно-правової бази для регулювання телеробіт.